# Postalische Abkürzungen für Provinzen und Territorien Kanadas
Der folgende Artikel behandelt die offiziellen postalischen Abkürzungen für Provinzen und Territorien Kanadas wie sie von der kanadischen Post Canada Post Corporation bzw. Société canadienne des postes als Adressierungsstandard empfohlen werden.
Die Abkürzungen sollen die Postzustellung erleichtern und die Postsortierung mittels automatisierter optischer Adressen-Erkennung ermöglichen.
| Provinz oder Territorium, mit Flagge | Postalische Abkürzung/ ISO code | Früher geläufige Abkürzungen |
| ------------------------------------ | ------------------------------- | ---------------------------- |
| Alberta                              | AB                              | Alta., Alb.                  |
| British Columbia                     | BC                              | B.C.                         |
| Manitoba                             | MB                              | Man.                         |
| New Brunswick                        | NB                              | N.B.                         |
| Neufundland und Labrador             | NL                              | Nfld., NF, LB                |
| Nova Scotia                          | NS                              | N.S.                         |
| Nordwest-Territorien                 | NT                              |                              |
| Nunavut                              | NU                              | NT                           |
| Ontario                              | ON                              | Ont.                         |
| Prince Edward Island                 | PE                              | PEI, P.E.I., P.E. Island     |
| Québec                               | QC                              | Que., PQ, P.Q.               |
| Saskatchewan                         | SK                              | Sask., SSK, SKWN             |
| Yukon                                | YT                              | Yuk., YK                     |

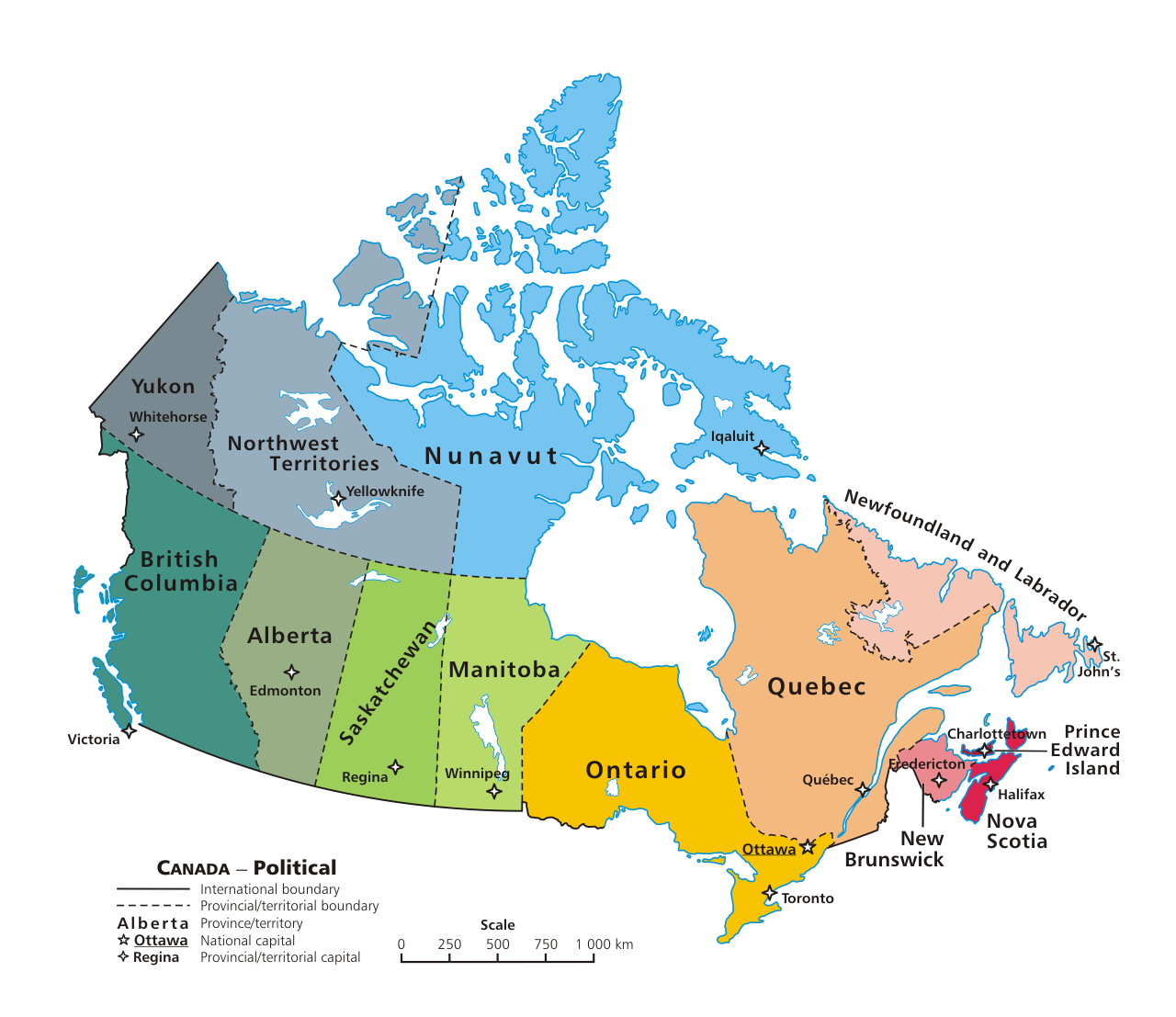
Politische Karte Kanadas

Die Abkürzungen wurden so gewählt, dass sich keine Überschneidungen mit den postalischen Abkürzungen der 50 US-Bundesstaaten ergaben.

## Adressierungsbeispiel

### Englisch
Die Adressierung erfolgt nach dem Muster:
```
  PAT ANYONE
  1643 DUNDAS ST W APT 27
  TORONTO ON  M6K 1V2
```

Die Abkürzung für die Provinz (hier: ON) erscheint zwischen Gemeindename (hier: Toronto) und Postleitzahl (hier: M6K 1V2).

### Französisch
Die Adressierung erfolgt nach dem Muster:
```
  PAT AUCUNE
  1643 RUE BEAUDRY O APP 27
  MONTRÉAL QC  H3Z 2Y7
```

Die Abkürzung für die Provinz (hier: QC) erscheint zwischen Gemeindename (hier: Montréal) und Postleitzahl (hier: H3Z 2Y7).